# Олюнін Микола Ігорович
Микола Ігорович Олю́нін (рос. Николай Игоревич Олюнин; нар. 23 жовтня 1991, Красноярськ, Росія) — російський сноубордист. Срібний призер зимових Олімпійських ігор 2014 року з дисципліни сноубордкрос.